# FIORE (観月ありさのアルバム)
『FIORE -ARISA COLLECTION-』（フィオーレ アリサ・コレクション）は、日本の女性歌手、観月ありさの1stベスト・アルバム。規格品番：COCA-11012

## 解説
初のベスト・アルバム。デビュー・シングルから当時の最新である6枚目のシングル曲までを収録した他、カップリング曲、2枚のアルバムからも選曲されている。
このベスト・アルバムで、これまで小室哲哉、奥居香、辛島美登里、尾崎亜美、杏里、呉田軽穂（松任谷由実）といった有名ミュージシャンが提供した楽曲が一つのアルバムにまとまって収録された。
1993年はベスト・アルバムのみの発売だったため、この年に発売したシングル「今年いちばん風の強い午後」「君が好きだから」の2曲はオリジナル・アルバム未収録となった。

## 収録曲
1. 君が好きだから
  - 作詞：田口俊　作曲：呉田軽穂　編曲：大村雅朗
  - 6thシングル。アルバム初収録。未表記だがシングルとは違いフェードアウトしないロング・ヴァージョンで収録。
2. 今年いちばん風の強い午後
  - 作詞・作曲：呉田軽穂　編曲：大村雅朗
  - 5thシングル。アルバム初収録。
3. TOO SHY SHY BOY!
  - 作詞・作曲：小室哲哉　編曲：小室哲哉・COZY
  - 4thシングル。シングル・ヴァージョンはアルバム初収録。
4. SHAKE YOUR BODY FOR ME
  - 作詞・作曲・編曲：小室哲哉
  - 2ndアルバム『ARISAⅡ SHAKE YOUR BODY FOR ME』収録曲。
5. 風の中で
  - 作詞・作曲：尾崎亜美　編曲：井上鑑
  - 3rdシングル。
6. WILD・ERS -ワイルダーズ-
  - 作詞：吉元由美　作曲：ANRI　編曲：小倉泰治
  - 2ndアルバム『ARISAⅡ SHAKE YOUR BODY FOR ME』収録曲。
7. 春のとびら
  - 作詞・作曲：辛島美登里　編曲：村瀬恭久
  - 4thシングル『TOO SHY SHY BOY!』のカップリング曲。アルバム初収録。
8. Cherry Cherry ♥ Strawberry
  - 作詞・作曲：小森田実　編曲：京田誠一
  - 1stアルバム『ARISA』収録曲。
9. エデンの都市
  - 作詞：田口俊　作曲：奥居香　編曲：奥居香・笹路正徳
  - 2ndシングル。
10. GENERATION
  - 作詞・作曲：小室哲哉　編曲：小室哲哉・COZY
  - 2ndアルバム『ARISAⅡ SHAKE YOUR BODY FOR ME』収録曲。
11. 伝説の少女
  - 作詞・作曲：尾崎亜美　編曲：佐藤準
  - 1stシングル。シングル・ヴァージョンはアルバム初収録。